# 阿布拉姆·约费
阿布拉姆·費奧多羅維奇·約費（俄语：Абрам Фёдорович Иоффе，1880年10月29日—1960年10月14日）俄罗斯/苏联杰出物理学家，1942年获斯大林奖，1955年获社会主义劳动英雄，1960年获列宁奖。約費擅长于固态物理学和电磁学，建立研究实验室研究放射学、超导及核物理学。学生有苏联核弹之父伊格尔·瓦西里耶维奇·库尔恰托夫。他曾长年主管苏联科学院物理技术研究院，该院后来以他的名字命名。月球的约费环形山也以他的名字命名。

## 外部連結
- Annotated bibliography for Abram Ioffe from the Alsos Digital Library for Nuclear Issues
- Short biography by the Russian Ioffe institute（页面存档备份，存于）